# Славко Бралић
Славко Бралић (Сплит, 15. децембар 1992) је хрватски фудбалер. Игра у одбрани, а тренутно наступа за Осијек. 

## Каријера
Бралић је прошао млађе категорије Омладинца из Врањица, да би деби у сениорском фудбалу имао у екипи Солина. Две године је наступао за Солин у хрватској Другој лиги, након чега је лета 2013. године прешао у прволигаша Осијек. Након две године у Осијеку, у јулу 2015. прелази у босанскохерцеговачког премијерлигаша Широки Бријег. Три године је наступао за Широки Бријег и са клубом је освојио Куп Босне и Херцеговине у сезони 2016/17. У јануару 2018. године одлази у Азербејџан и потписује за Нефчи из Бакуа. Током календарске 2019. године је наступао за грчког суперлигаша Ларису.
У фебруару 2020. године је потписао уговор са Војводином. Са новосадским клубом је освојио Куп Србије за сезону 2019/20, након што је 24. јуна 2020. на Стадиону Чаир у Нишу, савладан Партизан, после извођења једанаестераца. Бралић је провео свих 120. минута на терену у финалу Купа. Први гол у дресу Војводине је постигао 16. октобра 2020, у 11. колу такмичарске 2020/21. у Суперлиги Србије, када је савладан београдски Рад. Почетком јуна 2021. вратио се у Осијек као слободан играч.

## Успеси
Широки Бријег
- Куп Босне и Херцеговине : 2016/17.

Војводина
- Куп Србије : 2019/20.